# Chiesa di Santa Maria Nascente (Cremona)
La chiesa di Santa Maria Nascente è la parrocchiale di Migliaro, frazione di Cremona, in provincia e diocesi di Cremona; fa parte della zona pastorale 3.

## Storia
Il nucleo originale della chiesa sorse presumibilmente nel Cinquecento; a quanto pare, questo luogo di culto venne costruito per volere dei signori Amati per maggiore comodità dei fedeli del luogo, affinché non dovessero recarsi presso la parrocchiale di Castelverde.
Agli inizi del secolo successivo il vescovo Cesare Speciano ordinò che la chiesa venisse ampliata e rifatta; l'intervento risultava già compiuto in occasione della visita effettuata nel 1634-35 dal vescovo Pietro Campori.
Nei primi decenni del Novecento l'edificio fu oggetto di un importante restauro e presumibilmente nei medesimi anni l'interno venne decorato dal pittore Silvio Verdelli.
Il 13 settembre 1923 il vescovo Giovanni Cazzani decretò l'erezione di Migliaro a parrocchia autonoma; la nuova circoscrizione, inserita nel vicariato foraneo suburbano, venne riconosciuta dall'autorità civile il 3 gennaio 1924.
Nel 1931 venne condotta una revisione delle coperture e nella seconda metà di quel decennio il vescovo Cazzani, durante la sua visita, rilevò che l'esterno dell'edificio versava in cattive condizioni; negli anni successivi la facciata fu comunque restaurata.
L'adeguamento liturgico secondo le usanze postconciliari venne eseguito nel 1973 mediante l'aggiunta dell'ambone e dell'altare rivolto verso l'assemblea.

## Descrizione

### Esterno
La facciata della chiesa, rivolta a sudovest, è suddivisa da una cornice marcapiano aggettante in due registri, entrambi scanditi da lesene tuscaniche: quello inferiore presenta il portale maggiore due nicchie ed è affiancato dalle due ali minori, mentre quello superiore, coronato dal timpano triangolare, è caratterizzato da una serliana murata e da due ulteriori nicchie.
Annesso alla parrocchiale è il campanile a base quadrata, la cui cella presenta su ogni lato una monofora a tutto sesto ed è coperta dal tetto a quattro falde.

### Interno
L'interno dell'edificio si compone di tre navate, separate da pilastri sorreggenti degli archi a tutto sesto e scandite da lesene con capitelli dorici sopra i quale corre la trabeazione modanata e dentellata su cui si impostano le volte a crociera e a botte; al termine dell'aula si sviluppa il presbiterio, introdotto dall'arco santo, coperto da volta a botte e chiuso dall'abside.
Qui sono conservate diverse opere di pregio, tra le quali il dipinto con soggetto la Pietatis Virgo, donato da Rodolfo de Livellis nel 1610, la tela ritraente la Crocifissione, risalente al Seicento, la pala raffigurante la Guarigione del cieco dalla nascita, eseguita da Ermenegildo Lodi nel 1625, il quadro seicentesco che rappresenta la Deposizione, di scuola lombarda, e varie statue.